# Ранчо Порфирио Карбахал Моран (Ометепек)
Ранчо Порфирио Карбахал Моран (шп. Rancho Porfirio Carbajal Moran) насеље је у Мексику у савезној држави Гереро у општини Ометепек. Насеље се налази на надморској висини од 60 м.

## Становништво
Према подацима из 2005. године у насељу су живела 3 становника.

### Хронологија
| Година       | 2005 |
| ------------ | ---- |
| Становништво | 3    |

### Попис
| # | Индикатор                        | Вредност |
| - | -------------------------------- | -------- |
| 1 | Укупно појединачних домаћинстава | 1        |